# Evangelická církev v Rakousku (1781–1918)
Evangelická církev v Rakousku vznikla po vydání tolerančního patentu. Tvořila až do rozpadu Rakousko-Uherska poměrně volnou správní unii luteránů a reformovaných (kalvinistů) na území Předlitavska. V letech 1867–1915 se oficiálně nazývala Evangelická církev augšburského a helvétského vyznání v královstvích a zemích na říšské radě zastoupených (německy: Evangelische Kirche Augsburgischen und Helvetischen Bekenntnisses in den im österr. Reichsrathe vertretenen Königreichen und Ländern). Sbory obou vyznání spojovaly společné vrcholné orgány a společné církevní právo.

## Dějiny církve

### Vznik církve
Evangelická církev v Rakousku se zformovala na základě tolerančního patentu a navazujícího tolerančního zákonodárství. V důsledku osvícenských reforem panovníka Josefa II. došlo v roce 1781 v Habsburské monarchii k uzákonění omezené náboženské svobody formou legalizace dvou evangelických vyznání (augsburského a helvetského) a pravoslaví. Evangelíkům tím bylo přiznáno právo vytvořit místní sbor, pokud se v jeho obvodu k jednomu z tolerovaných vyznání přizná alespoň 500 duší, nebo 100 rodin, a provozovat vlastní bohoslužby. Postavení evangelických církví však nebylo vůči katolické církvi až do roku 1861 rovnocenné, jednalo se o pouhou toleranci, nikoli zrovnoprávnění. Sakrální stavby nesměly mít charakter kostelů, ale pouhých modliteben bez věží a kostelních zvonů, vchod do nich nesměl být přímo z ulice. Faráři toleračních sborů směli pocházet pouze ze zemí Habsburské monarchie, k jejich vzdělání byla ve Vídni založena evangelická teologická fakulta, a za liturgické úkony (křest, svatba, pohřeb) byli povinni (až do 1. února 1849) odvádět katolickým farářům štolové poplatky. Bohoslužby navíc mohli navštěvovat pouze ti, kteří se k jednomu z evangelických vyznání oficiálně přihlásili, šlo tedy ve vlastním slova smyslu o „soukromé vykonávání náboženství“, účast jiných osob nebyla povolena. Toto omezení, které mělo zabránit jakémukoli provádění misie, poznamenalo charakter evangelických církví až do moderní doby. Celá evangelická církev byla současně postavena pod dozor státních úřadů, i vrchní církevní úřady byly obsazovány na základě rozhodnutí vlády (superintendenti byli voleni duchovními, ale jejich nástup do úřadu schvalovali vládní úředníci).
I přes výše uvedená omezení se na území Čech a Moravy přihlásilo do roku 1787 k augsburskému vyznání přibližně 19 tisíc osob, k helvetskému 59 tisíc osob, což dohromady činilo zhruba 1,84 % obyvatel. Vzorem pro legalizaci obou uvedených konfesí byl stav v Říši římské národa německého, kde tato dvě vyznání legálně existovala na základě usnesení Vestfálského míru. České náboženské tradici předbělohorského období však tento stav odpovídal jen částečně, neboť nové uspořádání na základě tolerance nepočítalo se specifickými konfesními útvary české reformace. Ve svém důsledku však bylo omezení na dvě hlavní reformační konfese logické, neboť církevní struktury utrakvistické církve již neexistovaly vůbec – Mikulášem Ludvíkem Zinzendorfem obnovená Jednota bratrská se hlásila k augsburské konfesi a sbory polské jednoty bratrské, kde našli po Bílé hoře útočiště čeští a moravští bratři, náležely do svazku reformované církve.
Velká část evangelíků první generace pocházela z vesnického prostředí, sbory vznikaly zejména v severovýchodních a východních Čechách, v Polabí, na Moravě na Valašsku, na Horácku a jižně od Brna, ve Slezsku především na Těšínsku, a zejména na Slovensku, kde výrazně zahustily síť starších artikulárních sborů. V rakouských zemích vznikly evangelické sbory, převážně luterské, ve Vídni a Horních Rakousích, ve Štýrsku a v Korutanech (kde tvořili část evangelíků Slovinci). Rozhodování pro jednu nebo druhou konfesi bylo v Čechách a na Moravě pro většinu hlásících se evangelíků obtížné, probíhalo pod vlivem agitujících exulantů, svou roli sehrával často také subjektivní úsudek podle charakteru bohoslužeb, přičemž luterské více evokovaly katolické prostředí, od nějž se evangelíci chtěli distancovat. Toto základní rozdělení českých a moravských evangelíků do dvou konfesí přetrvalo až do doby vzniku Československé republiky. Převážně stranou obou konfesí zůstali náboženští blouznivci jako specifický zjev toleranční doby, za své přesvědčení však byli pronásledováni.

### První duchovní a školství
První generaci evangelických duchovních v českých zemích, na jejichž bedrech spočívalo vybudování institučního zázemí, tvořili především faráři přišedší z Uher, pro luterské sbory zejména z oblastí dnešního Slovenska (např. Štěpán Leška). Reformovaní duchovní byli však především maďarského jazyka a museli v prvních letech svého působení překonávat nesnadnou jazykovou bariéru (výjimkou je např. Michal Blažek, jehož předci byli pobělohorskými exulanty). Řada z nich na nových působištích zůstala do konce svého života a jejich potomci byli rovněž duchovní. Evangelíci si při tolerančních sborech mohli zřizovat vlastní obecné školy, které měly zpravidla jedinou třídu. Rozvoji evangelických sborů a škol často bránila chudoba, kterou zmírňovala podpora zahraničních protestantů. Zásadní vliv na život sborů měla však také neustálá úřední omezení, která ztěžovala i působení duchovních mimo modlitebnu. Vztahy katolických farářů k evangelíkům pozitivně ovlivňovalo na přelomu 18. a 19. století tolerantní osvícenství, v době metternichovského absolutismu byla situace evangelíků naopak obtížná. V roce 1837 byl dokonce v Tyrolsku toleranční patent zrušen a evangelíci z Zillerthalu donuceni odejít do exilu, který jim ochotně poskytl pruský král Fridrich Vilém III.
Nepříznivé podmínky pro život evangelických sborů se dlouhodobě odrážely na činnosti evangelických konfesních škol, kterým narůstala ve druhé polovině 19. století konkurence státních obecných škol zaváděných v souvislosti s povinnou školní docházkou od roku 1869. Ještě v témže roce fungovalo v západní části Habsburské monarchie 373 školních obcí, roku 1913 počet poklesl na pouhých 174 konfesních škol. Vzdělávání učitelského personálu pro evangelické školy reformované konfese zajišťoval učitelský ústav v Čáslavi, kde v letech 1873–1875 působil budoucí spisovatel a reformovaný farář Jan Karafiát. Podobný ústav pro luterské evangelické sbory, nazvaný „Lutherův ústav“, vybudoval v Hradci Králové Karel Eduard z Lány.

### Teologické vlivy
Před první generací evangelických farářů stál náročný úkol vybudovat církevní struktury na základě definovaných konfesních hranic ve společenství, které bylo z konfesního hlediska víceméně indiferentní a projevovaly se v něm různé vlivy, přičemž mezi nejsilnější patřilo silné povědomí o starší české reformační tradici. Na některých místech tento proces provázely konflikty (jako výjimečné příklady lze uvést dodatečnou změnu konfese při formování některých sborů, nebo vznik dvou sborů rozdílné konfese v jedné lokalitě), ale obecně byl relativně úspěšný. V první čtvrtině 19. století začal život evangelické církve ovlivňovat teologický racionalismus, oficiálně podporovaný vídeňskou konzistoří. Již během svých studií se s ním setkávali budoucí duchovní, kteří se od roku 1813 vzdělávali na nově zřízeném evangelickém gymnázium v Těšíně, jediné evangelické střední škole v Rakousku. Ovlivňoval výklad evangelia, oslaboval vnímání věroučných rozdílů základních reformačních textů (luterské a reformované tradice) a celkově tendoval ke stírání konfesních hranic. Záhy se začal mísit se sílícím národoveckým hnutím a některé duchovní a členy evangelických komunit dovedl až ke společenské angažovanosti v rámci sílícího procesu národního obrození.
Po polovině 19. století začaly duchovní život evangelických sborů v Čechách a na Moravě ovlivňovat také některé podněty zahraničního probuzeneckého hnutí. Nacházely zde ohlas aktivity neokalvinistického centra v německém Elberfeldu, ale i rozvíjející se díla evangelické diakonie. První dům diakonek založený evangelickým pastorem Theodorem Fliednerem v porýnském Kaiserswerthu se stal inspirací pro vznik krabčického ústavu. Někteří faráři navázali kontakt s misionáři obnovené Jednoty bratrské a s jejími prvními českými sbory v Potštejně, Dubé a sirotčincem v Horní Čermné. Zároveň v církvi sílily vlivy konfesionalismu, který usiloval o návrat k ortodoxní teologii protestantských vyznání 16. a 17. století, v čemž někteří duchovní spatřovali hráz proti racionalismu, ale zejména proti nastupujícímu veroučnému liberalismu, který rozvíjel některé tendence osvícenství. Liberalismus, posilovaný „modernizací“ humanitních vědních oborů, se vymezoval proti církevní tradici a kriticky přistupoval k dogmatům. Jeho metody se uplatňovaly zejména v biblistice, kde se prosazovalo historickokritické studium textů Starého a Nového zákona. Přestože evangelická církev v Rakousku spíše jen recipovala tendence prosazující se hlavně v západních zemích (Německo, Francie), i v českém prostředí uvedené vlivy nacházely ohlas a vznikalo pnutí mezi „ortodoxy“ (konfesionalisty) a „liberály“, zejména na stránkách církevního tisku, který ve druhé polovině 19. století zaznamenal skutečný boom. Prostředkující pozici do jisté míry nabízela probuzenecká zbožnost.
Významné změny nastaly v církvi v důsledku revolučního hnutí z roku 1848. V následujícím roce bylo pro evangelíky zrušeno úřední označení „akatolíci“, konvertité nemuseli již dále podstupovat povinné šestinedělní cvičení před vstupem do evangelické církve, její duchovní byli postaveni na roveň katolickým a byli zrušeni také úřední povinnosti vůči katolickým kněžím a učitelům. Evangelíci si mohli začít stavět kostely s věžemi a se zvony. Mezi evangelíky v Rakousku se navíc pod dojmem z církevní unie v německých zemích objevily tendence ke sbližování obou evangelických církví. V Čechách je prosazoval zejména Bedřich Vilém Košut a Josef Růžička, kteří se angažovali i ve společensko-politických událostech revoluční doby. V časopise Českobratrský hlasatel, který vydávali, propagovali myšlenku spojení českých evangelíků na základě společné bratrské tradice a idejí české reformace. Nové podněty přineslo do evangelického prostředí vydání Protestantského patentu v roce 1861, které ukončilo období pouhé tolerance. Evangelická církev byla v Rakousku uznána za rovnoprávnou s katolickou a posílila její samospráva podle presbyterně-synodních zásad: sbory si mohly volit staršovstva v čele s farářem a prostřednictvím svých delegátů se účastnit seniorátních a superintendenčních konventů. Církevní senioři a superintendenti byly nyní voleni zástupci sborů, nikoliv dosazováni státní úřední mocí. Císař si pouze ponechal právo zvolené superintendenty potvrzovat. Obě evangelické konfese mohly nyní bez omezení rozvíjet vztahy s protestantským zahraničím, bohoslovcům byla nyní uznávána studia na zahraničních vzdělávacích institucích. Mezi oblíbená místa akademické peregrinace teologů se zařadila jako kdysi v 16. století Basilej, jiní odcházeli za studiemi do Halle, do Anglie nebo Skotska. Tyto kontakty měly zároveň za následek šíření nových vlivů zbožnosti, ale i reformovaného a luterského konfesionalismu.

### Čáslavské církevní zřízení
Pokročilá emancipace evangelické církve v českých zemích vyvrcholila na začátku poslední čtvrtiny 19. století zápasem o úplnou nezávislost církve na státu, o niž usilovali rozhodní presbyteriáni v řadách sborů helvetského vyznání. Vypracovali návrh nové ústavy, jejíž zásady předložili na druhém konventu Čáslavského seniorátu h.v., který se konal v květnu 1873 v Čáslavi. K hlavním osobnostem tohoto hnutí patřili Justus Emanuel Szalatnay z Velimi, Čeněk Dušek z Kolína a Ludvík Bohumil Kašpar z Hradiště u Nasavrk. Požadovali, aby základem organizace církve byla novozákonní praxe prvotní církve vyjádřená presbyterně synodním zřízením. Církev se měla ve vnitřních záležitostech rozhodovat zcela autonomně, pochopitelně při respektování státních zákonů. Instituce církevní správy a církevního zákonodárství měly působit odděleně - v praxi to znamenalo, že všechny úřady církevní správy měly být obsazovány na základě svobodné volby konventů a synodů. Zároveň se počítalo s aktivním prosazováním církevní kázně.
Na základě takto formulovaných požadavků bylo na třetím konventu Čáslavského seniorátu h.v., který zasedal v červnu 1877 v Kolíně, přijato v poněkud umírněné formě tzv. Čáslavské církevní zřízení, které ovšem zůstalo pouhým návrhem omezeným na evangelické sbory helvetského vyznání. Podle něj měly být církevní orgány na všech úrovních voleny nejdéle na dobu šesti let. Základem církevní organizace měly být seniorátní konventy a správa seniorátu, které měly zasedat každoročně, generální synod pak po třech letech. Přestože česká superintendence doporučila v prosinci 1881 toto zřízení projednat na generálním synodu celé rakouské evangelické církve h.v., ten se na svém nejbližším zasedání, konaném teprve v říjnu 1889, odmítl (většinou pouhého jednoho hlasu) zřízením zabývat a podpořil návrh upraveného církevního zřízení z roku 1866, předloženého synodu vrchní církevní radou, jmenovanou státem. Neúspěch při centrálním prosazování Čáslavského církevního zřízení i vlažný vztah většiny sborů k církevní kázni vedl ve svém důsledku k tříštění protestantského tábora a ke vzniku malých „svobodných“ církví.[zdroj?]

### Senioři haličské superintendence h. v.

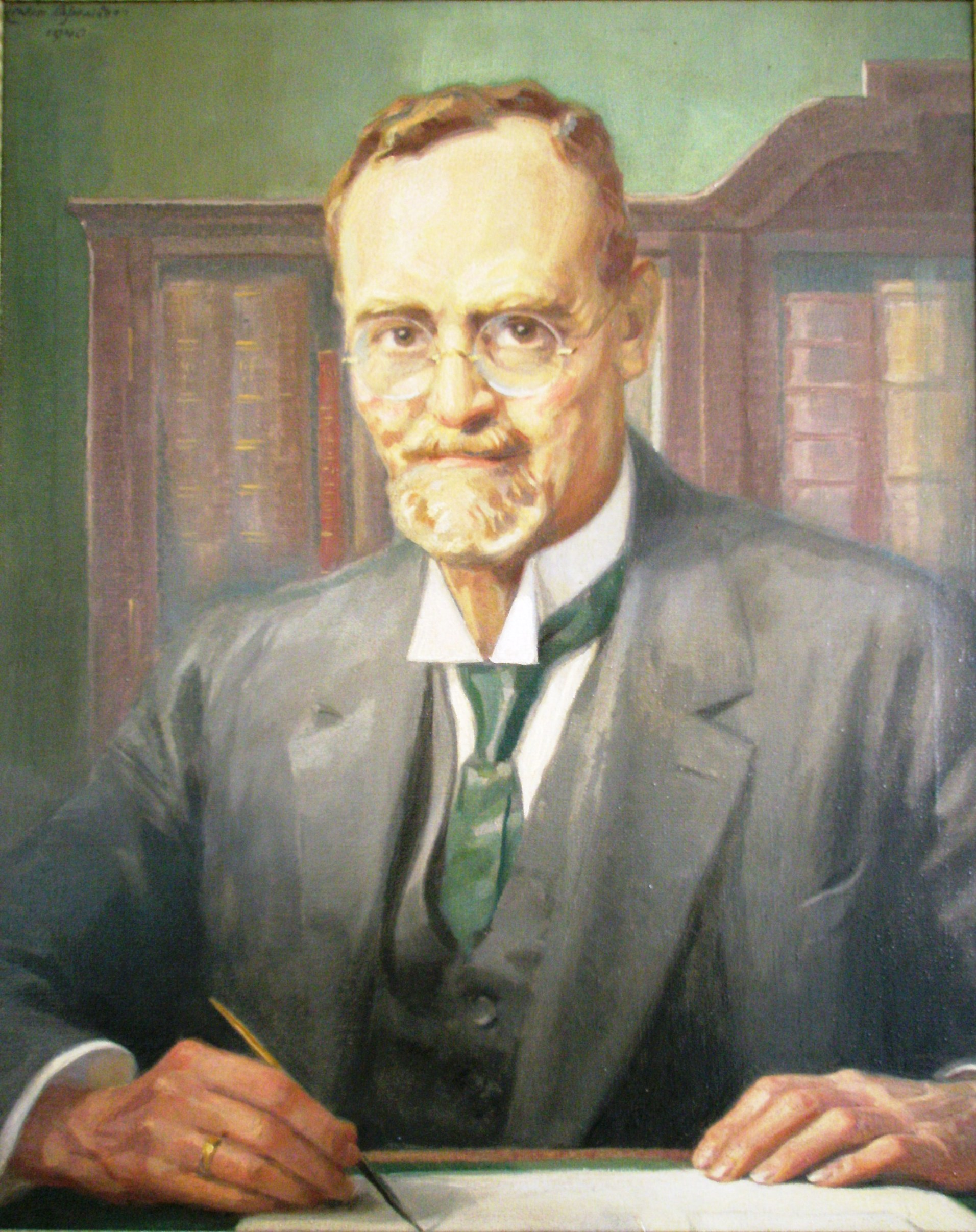
Wolfgang Haase

### Zánik církve
Před rozpadem Rakousko-Uherska se církev skládala z 10 superintendencí, 23 seniorátů a 291 farních sborů. K církvi se hlásilo na 590 tisíc osob. Kázáno bylo v němčině, češtině a polštině. Část církve helvétského vyznání byla z 90 % českojazyčná.
Po rozpadu Rakousko-Uherska vytvořily jednotlivé části církve nové církevní organizace v nástupnických státech, případně se spojily s jinými církvemi. Na území Československa se české reformované sbory sloučily s českými luterskými sbory v Českobratrskou církev evangelickou v roce 1918, německé luterské a reformované sbory se sloučily v Německou evangelickou církev v Československé republice v roce 1919 a převážně polské luterské sbory na Těšínsku vytvořily Augšburskou církev evangelickou ve východním Slezsku v Československu.

## Správa církve
Obě protestantské církve byly rozděleny do správních obvodů, které se nazývaly superintendence. V Rakousku bylo zřízeno pět superintendencí a. v. (1. dolno- a vnitrorakouská; 2. hornorakouská a salcburská; 3. česká; 4. moravsko-slezská; 5. haličská) a tři, resp. čtyři superintendence h. v. (1. dolnorakouská; 2. česká; 3. moravská; [4.] haličská). V čele superintendencí stáli duchovní s titulem superintendent (pouze v čele haličské „superintendence“ h. v. stál senior, který byl bezprostředně podřízen konzistoři).

## Seznam superintendentů

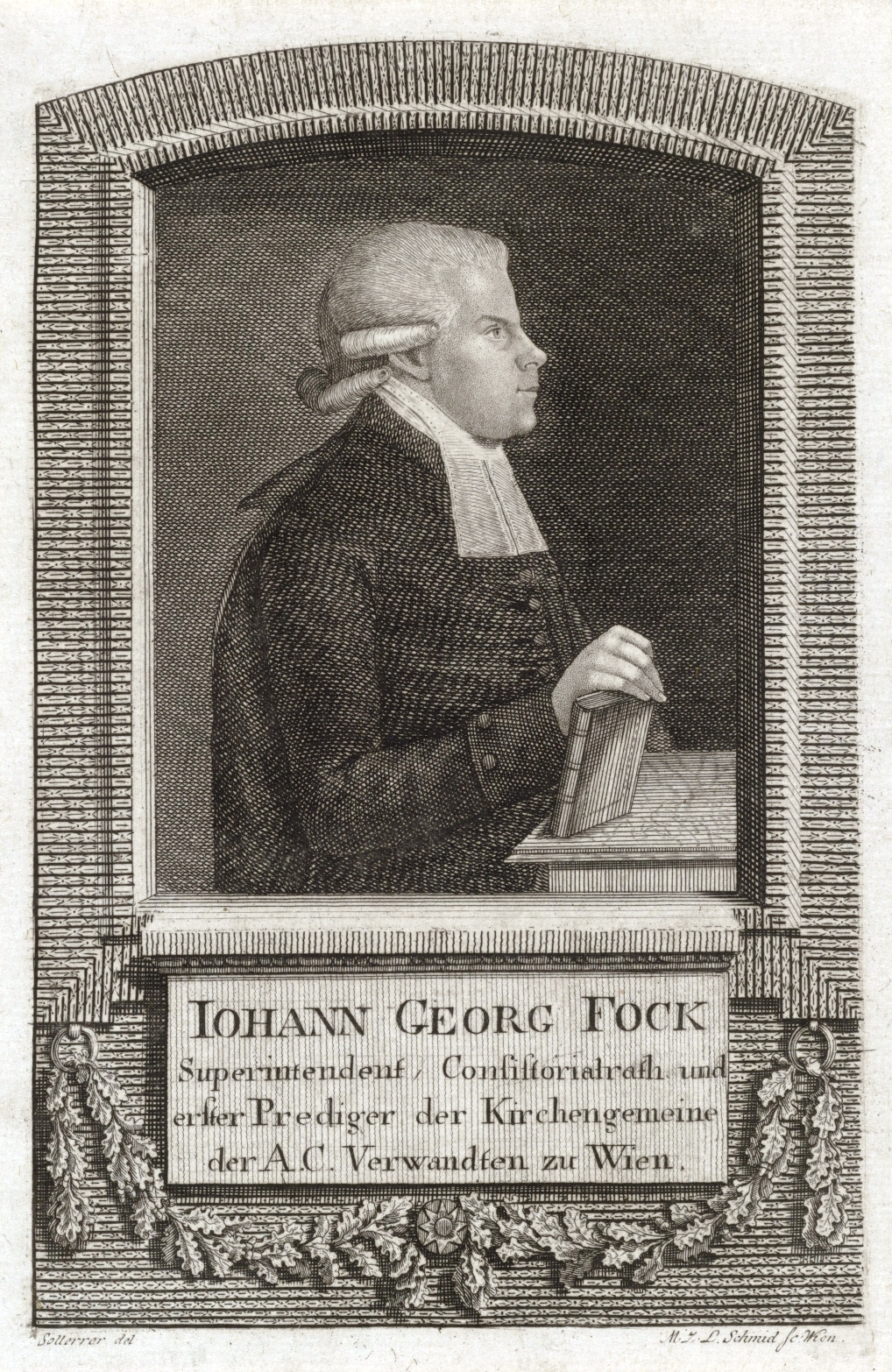
Johann Georg Fock

### Superintendenti dolno- a vnitrorakouské superintendence a. v.
1. Georg Fock (1783–1796)
2. Joachim Susemihl (1796–1797)
3. Johann Samuel Kaltenstein (1797–1805)
4. Johann Wächter (1806–1827)
5. Christian Heyser (1834–1839)
6. Ernst Pauer (1845–1861)
7. Andreas von Grunesch (1862–1875)
8. Karl Bauer (1877–1895)
9. Josef Winkler (1895–1903)
10. Carl Lichtenstettiner (1905–1928)

### Superintendenti hornorakouské a salcburské superintendence a. v.
1. Johann Christian Thielisch (1783–1827)
2. Johann Steller (1832–1854)
3. Johann Theodor Wehrenfennig (1855–1856)

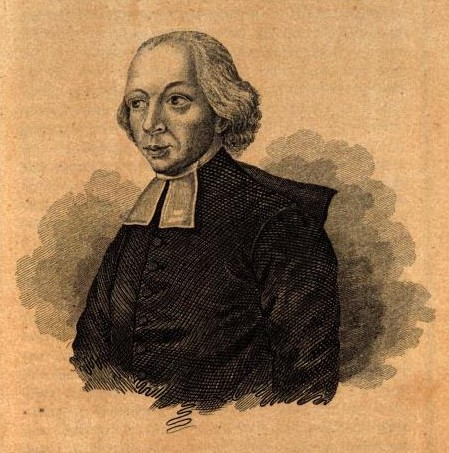
Johann Christoph Friedrich Götschel

4. Erich Martin Sääf (1857–1880)
5. Jakob Ernst Koch (1880–1907)
6. Friedrich Koch (1908–1920)

### Superintendenti české superintendence a. v.
1. Jan Láho (1784–1785)
2. Štěpán Leška (1786–1797)
3. Johann Götschel (1798–1799)
4. Carl Hoenicka (1800–1807)
5. Michael G. Seihm (1807–1828)
6. Josef Krejčí (1829–1844)
7. Prokop Heřman Krištufek (1845–1863)
8. Jakub Beneš (1863–1873)
9. Daniel B. Molnár (1874–1889)
10. Adam I. M. Koch (1890–1900)

### Superintendenti východní (české) superintendence a. v.
1. Karel Eduard z Lány (1902–1903)
2. František Trnka (1905–1916)
3. Ferdinand Hrejsa (1917–1921)

### Superintendenti moravsko-slezské superintendence a. v.
1. Traugott Bartelmus	(1784–1809)
2. Jan Jiří Schmitz (1810–1825)
3. Ondřej Paulini (1827–1829)
4. Jan Jiří Lumnitzer (1830–1863)
5. Carl Samuel Schneider (1864–1882)
6. Theodor Karl Haase (1882–1909)
7. Ondřej Krzywoń (1909–1911)
8. Ondřej Glajcar (1912–1918)

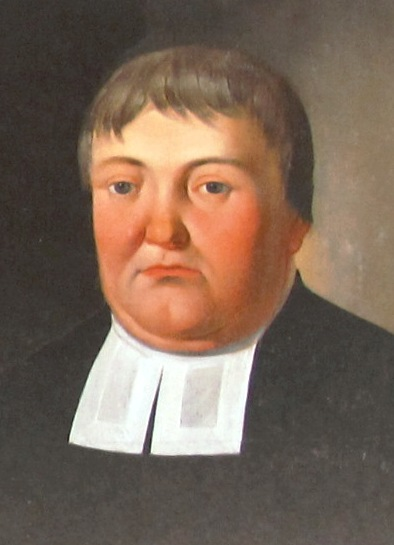
Superintendent Ondřej Paulini

9. Martin Theodor Haase (1918) (superintendent-elekt)

### Superintendenti haličské superintendence a. v.
1. Joseph Paulini (1804–1806)
2. Samuel Bredetzky (1806–1812)
3. Johann Samuel Fuchs (1813–1817)
4. Friedrich Wilhelm Stockmann (1817–1831)
5. Adolf Theodor Haase (1833–1870)
6. Jacob Hönel (1871–1885)
7. Carl Gustav Zipser (1886–1896)
8. Herrmann Hans Georg Fritsche (1897–1924) (od r. 1920 superintendent Evangelické církve augsburského a helvetského vyznání v Malopolsku)

### Superintendenti dolnorakouské superintendence h. v.
1. Carl Wilhelm Hilchenbach (1785–1816)
2. Justus Hausknecht (1818–1834)
3. Gottfried Franz (1834–1873)
4. Erhard Buschbeck (1875–1882)
5. Friedrich Otto Schack (1883–1922)

### Superintendenti české superintendence h. v.
1. Ferenc Kovács (1784–1788)
2. Samuel Szücs (1788–1798)
3. György Fazekas (1798–1810)
4. László Baka (1810–1820)
5. Matěj Kubeš (1820–1855)
6. František Filipi (1857–1861)
7. Jan Veselý (1863–1889)
8. Justus Emanuel Szalatnay (1889–1910)

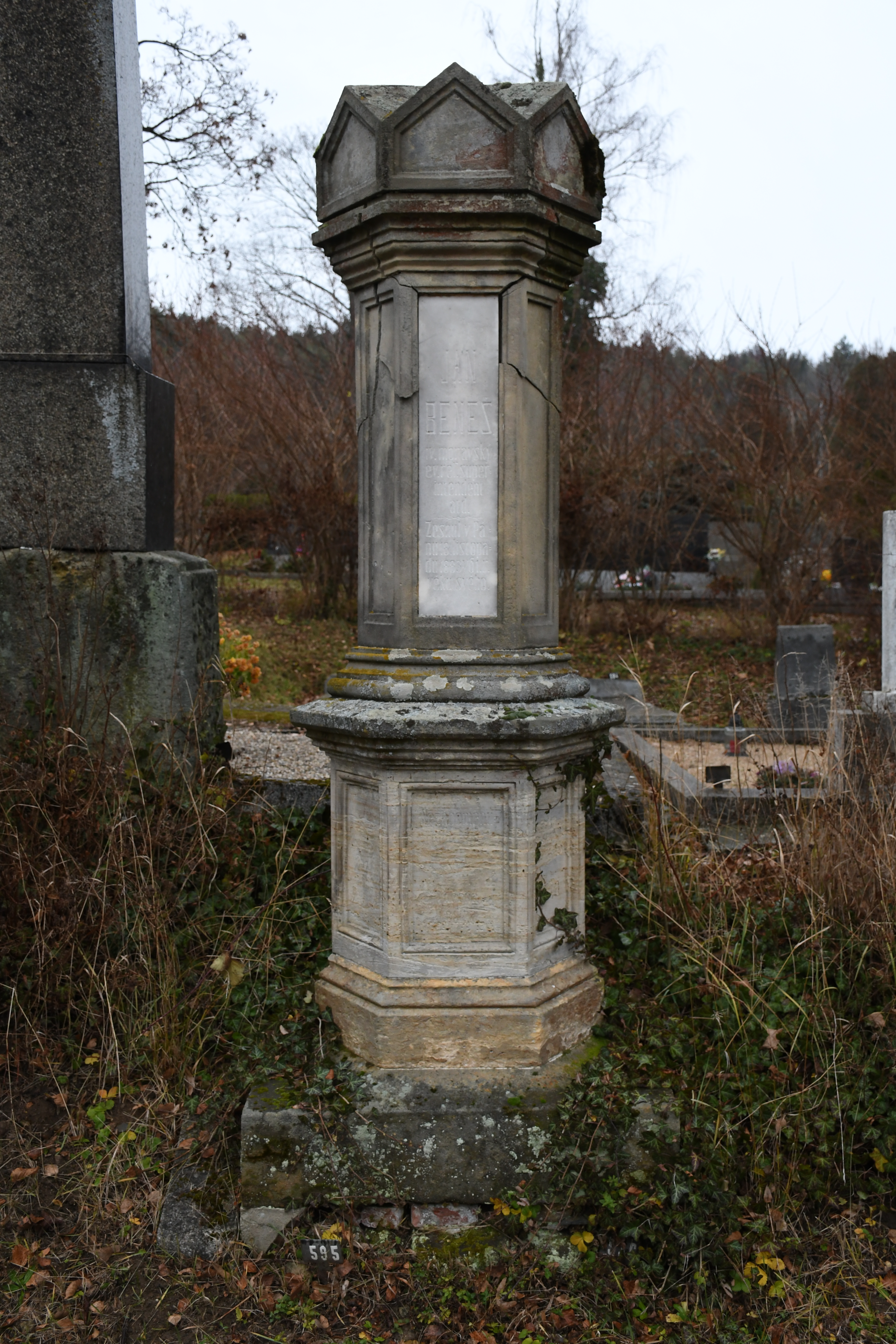
Náhrobek superintendenta Jana Beneše

9. Čeněk Dušek (1910–1918)

### Superintendenti moravské superintendence h. v.
1. Michal Blažek (1796–1809)
2. Jiří Opočenský (1829–1842)
3. Samuel von Nagy (1842–1863)
4. Jan Beneš (1863–1883)
5. Josef Totušek (1884–1899)
6. Ferdinand Císař (1899–1918)

## Seznam prezidentů vrchní církevní rady
1. Joseph Andreas Zimmermann (1861–1874)
2. Conrad Schmidt von Altenheim (1874–1884)
3. Rudolf von Franz (1884–1909)
4. Herman Pfaff (1909–1911)
5. Wolfgang Haase (1911–1925)